# Železný Újezd
Železný Újezd (německy Eisenaujest) je vesnice, část obce Čížkov v okrese Plzeň-jih v Plzeňském kraji. Nachází se asi 2,5 kilometru severně od Čížkova. Železný Újezd je také název katastrálního území o rozloze 7,56 km².

## Historie
První písemná zmínka o vesnici pochází z roku 1379.

## Obyvatelstvo
| Rok            | 1869 | 1880 | 1890 | 1900 | 1910 | 1921 | 1930 | 1950 | 1961 | 1970 | 1980 | 1991 | 2001 | 2011 | 2021 |
| -------------- | ---- | ---- | ---- | ---- | ---- | ---- | ---- | ---- | ---- | ---- | ---- | ---- | ---- | ---- | ---- |
| Počet obyvatel | 464  | 495  | 466  | 427  | 426  | 412  | 348  | 305  | 273  | 207  | 196  | 141  | 120  | 124  | 130  |
| Počet domů     | 58   | 67   | 71   | 73   | 74   | 75   | 78   | 88   | 108  | 74   | 67   | 74   | 76   | 84   | 82   |

## Obecní správa
Při sčítání lidu v letech 1850–1985 Železný Újezd byl samostatnou obcí, se kterým patřil nejprve do okresu Plzeň, ale v roce 1950 v okrese Blovice a od roku 1960 v okrese Plzeň-jih. Od 1. ledna 1986 je částí města Blovice v okrese Plzeň-jih. V letech 1961–1985 k obci patřily Chynín a Přešín.

## Galerie

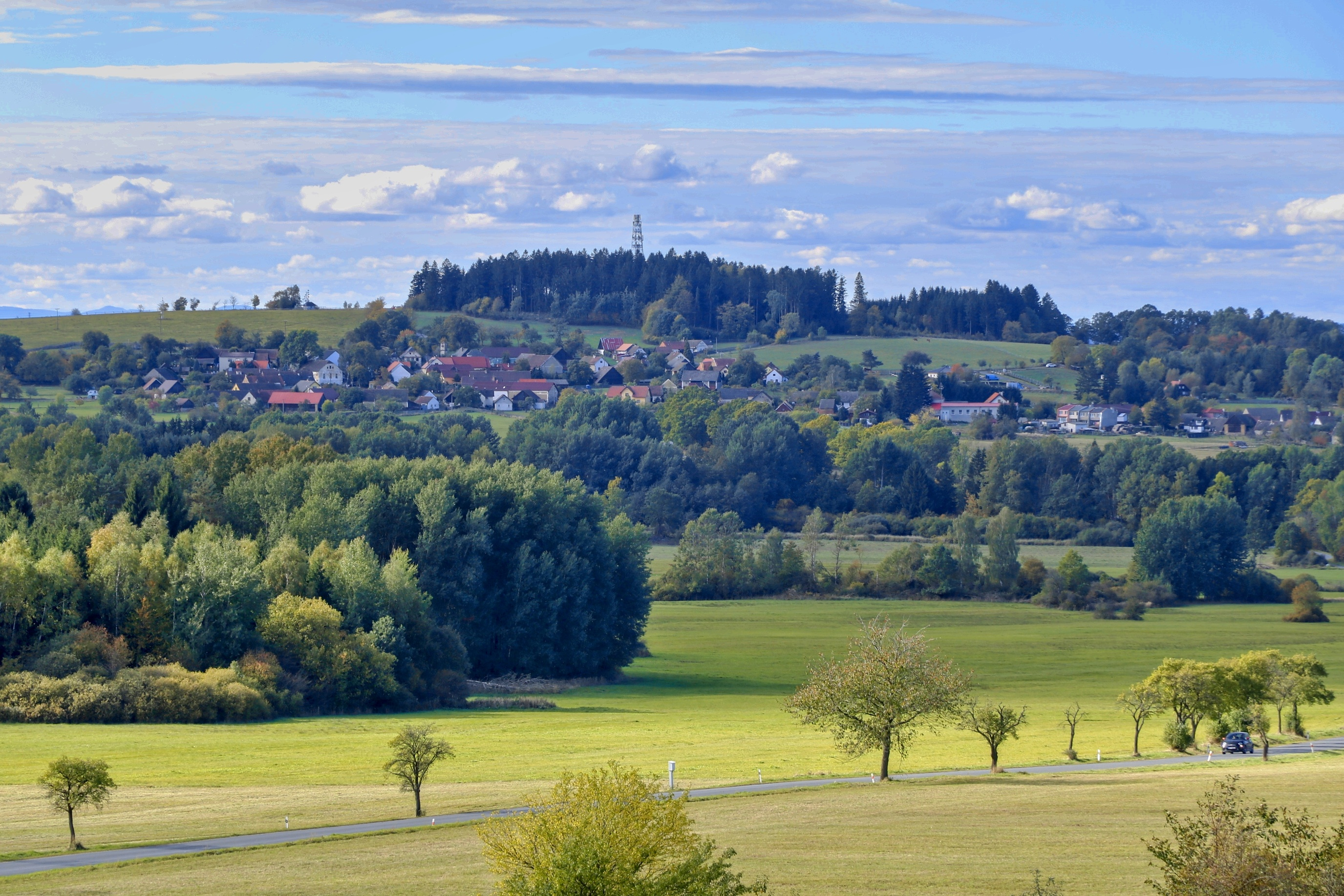
Železný Újezd, celkový pohled
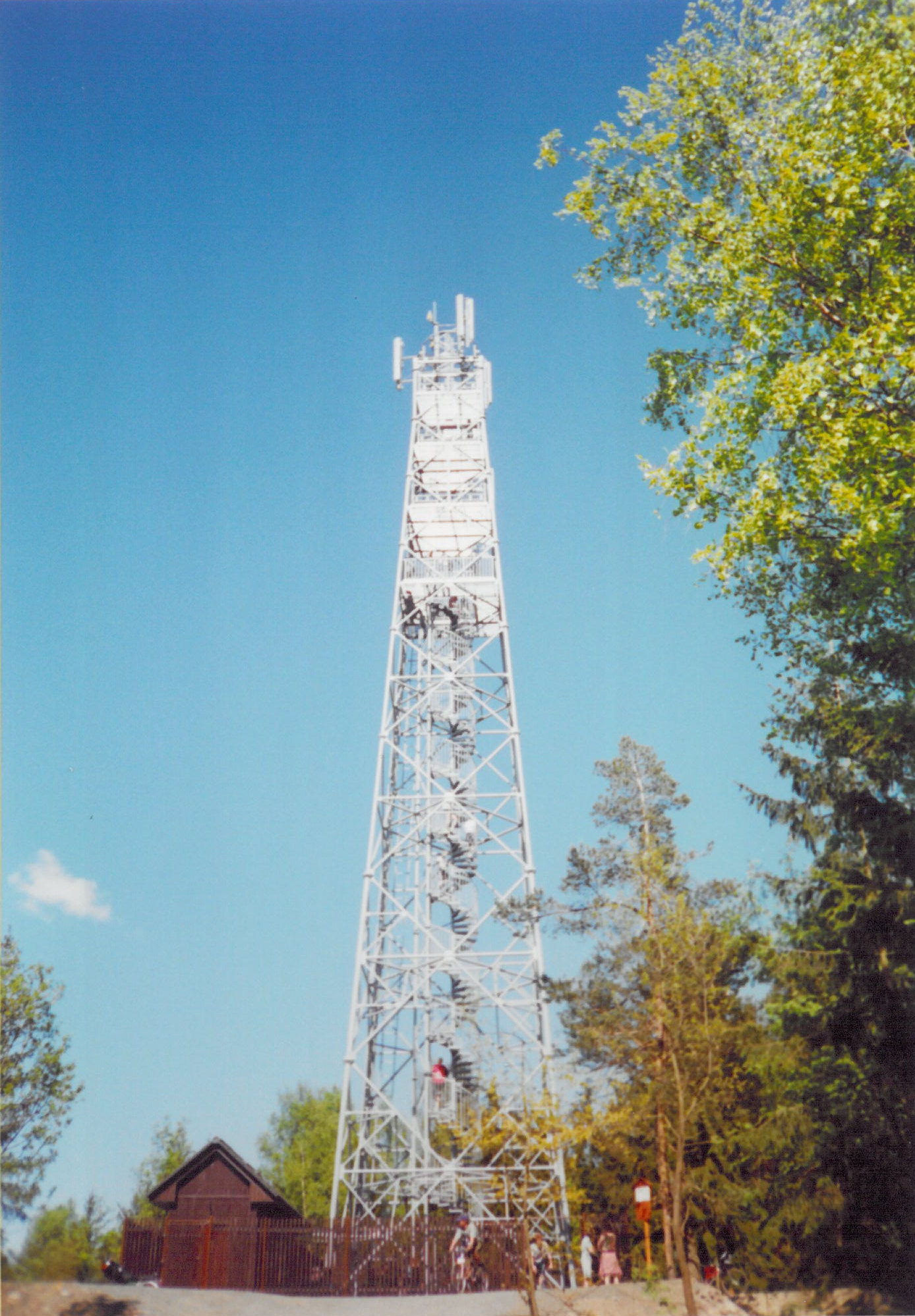
Rozhledna "Na Skále" u Železného Újezdu
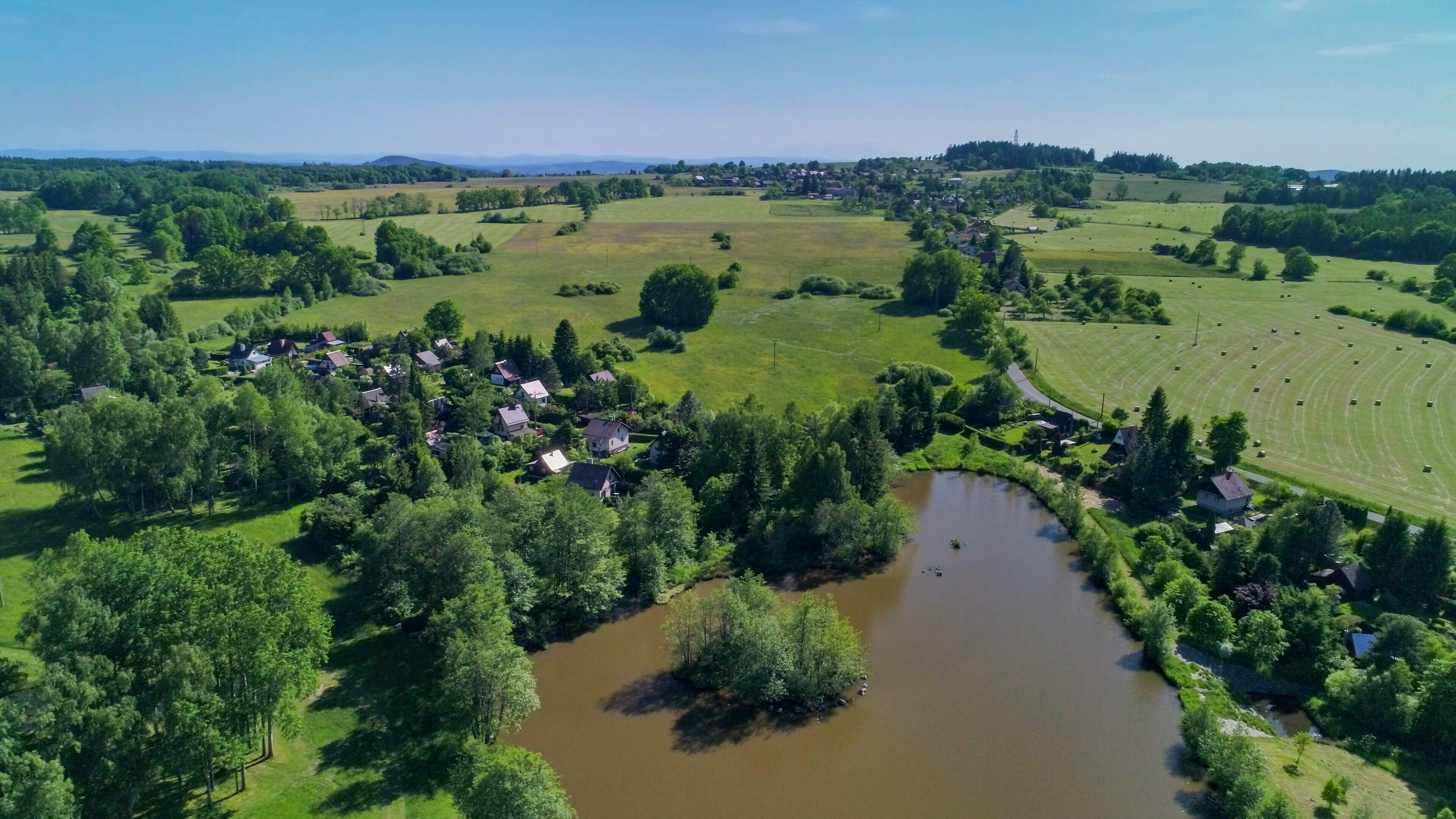
Pohled z dronu na rybník Dožín směrem na Železný Újezd a rozhlednu Na skále
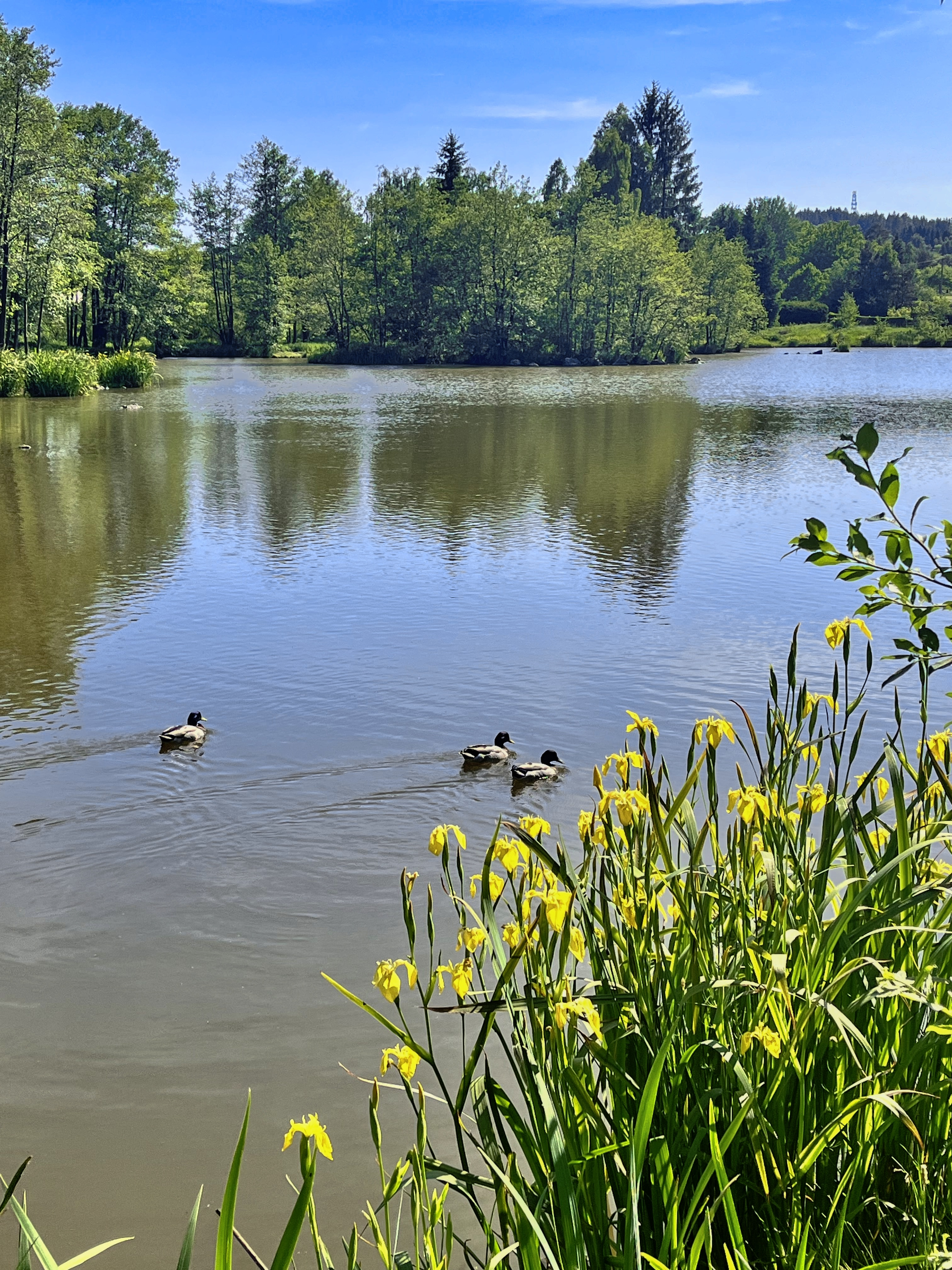
Kvetoucí kosatec žlutý (Iris pseudacorus) na břehu rybníka Dožín
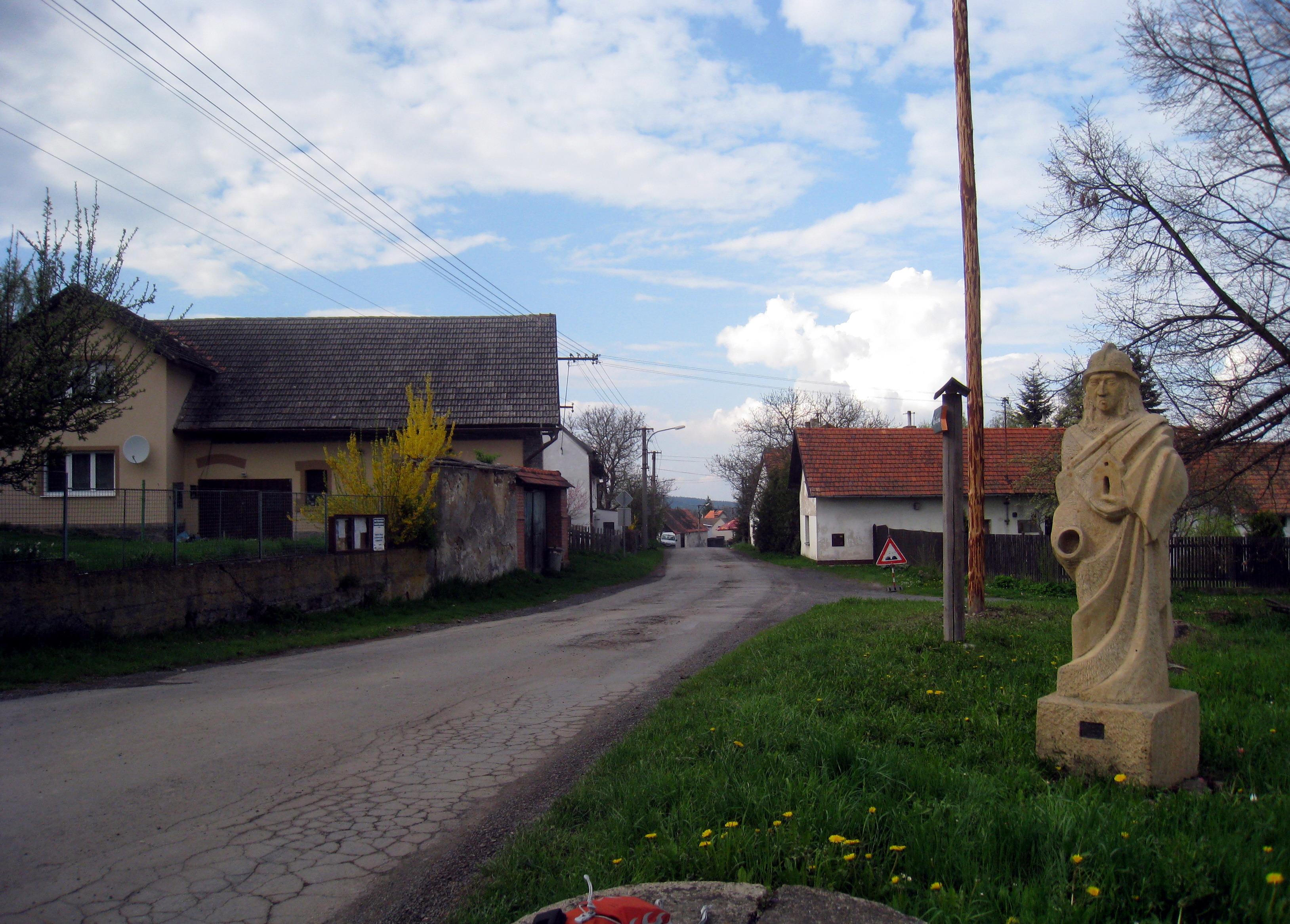
Pohled na hlavní cestu v obci se sochou svatého Floriana
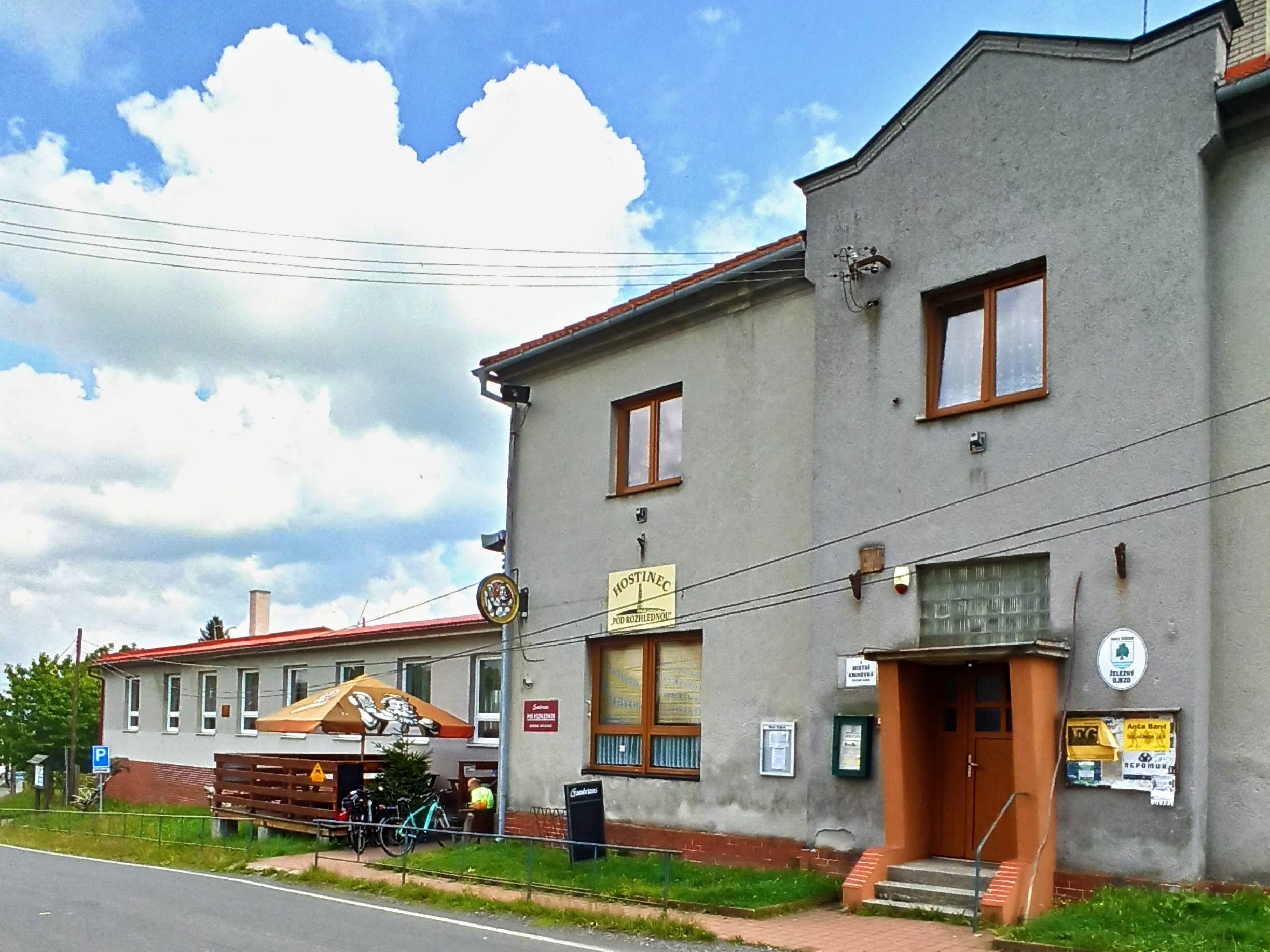
Hostinec Pod Rozhlednou
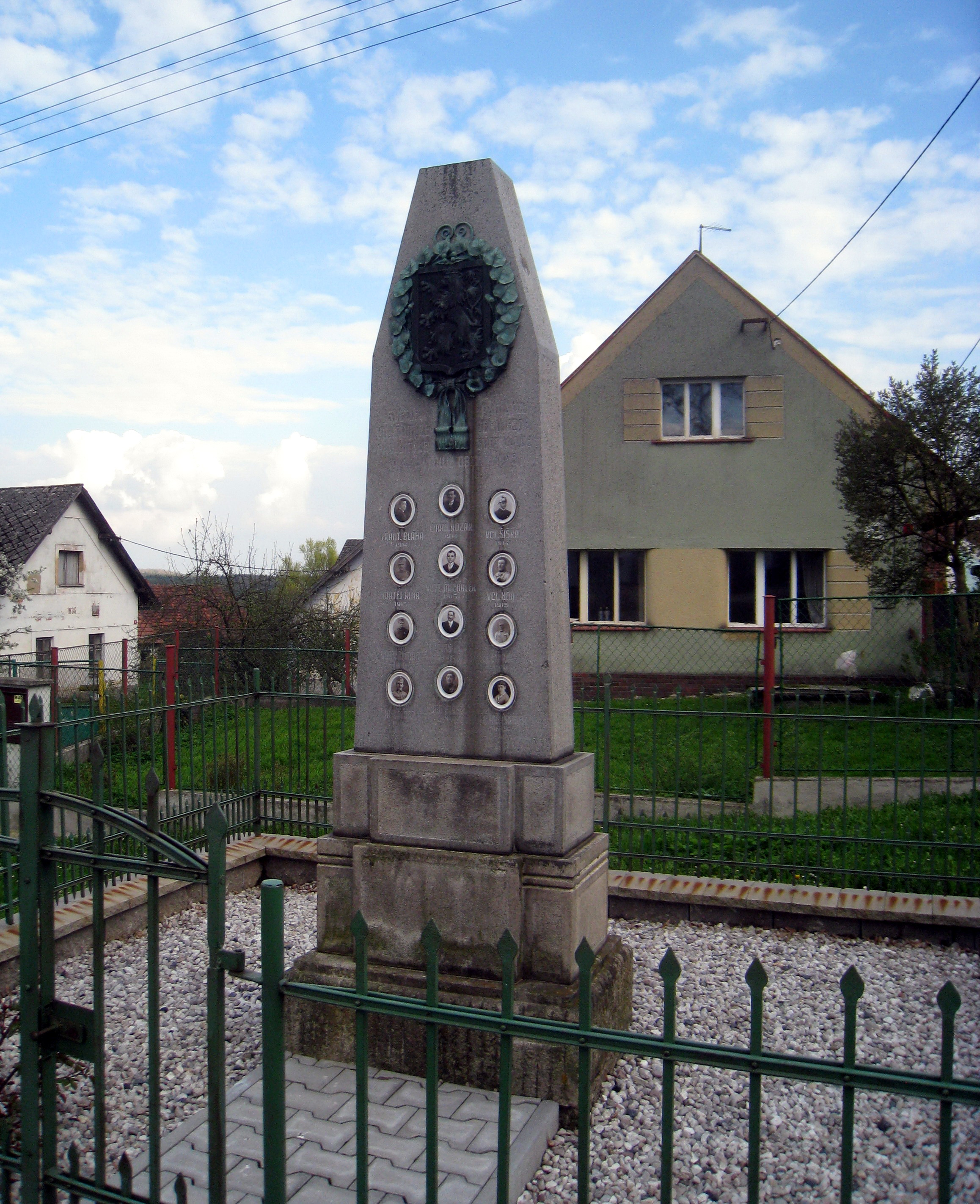
Památník padlým za I. světové války
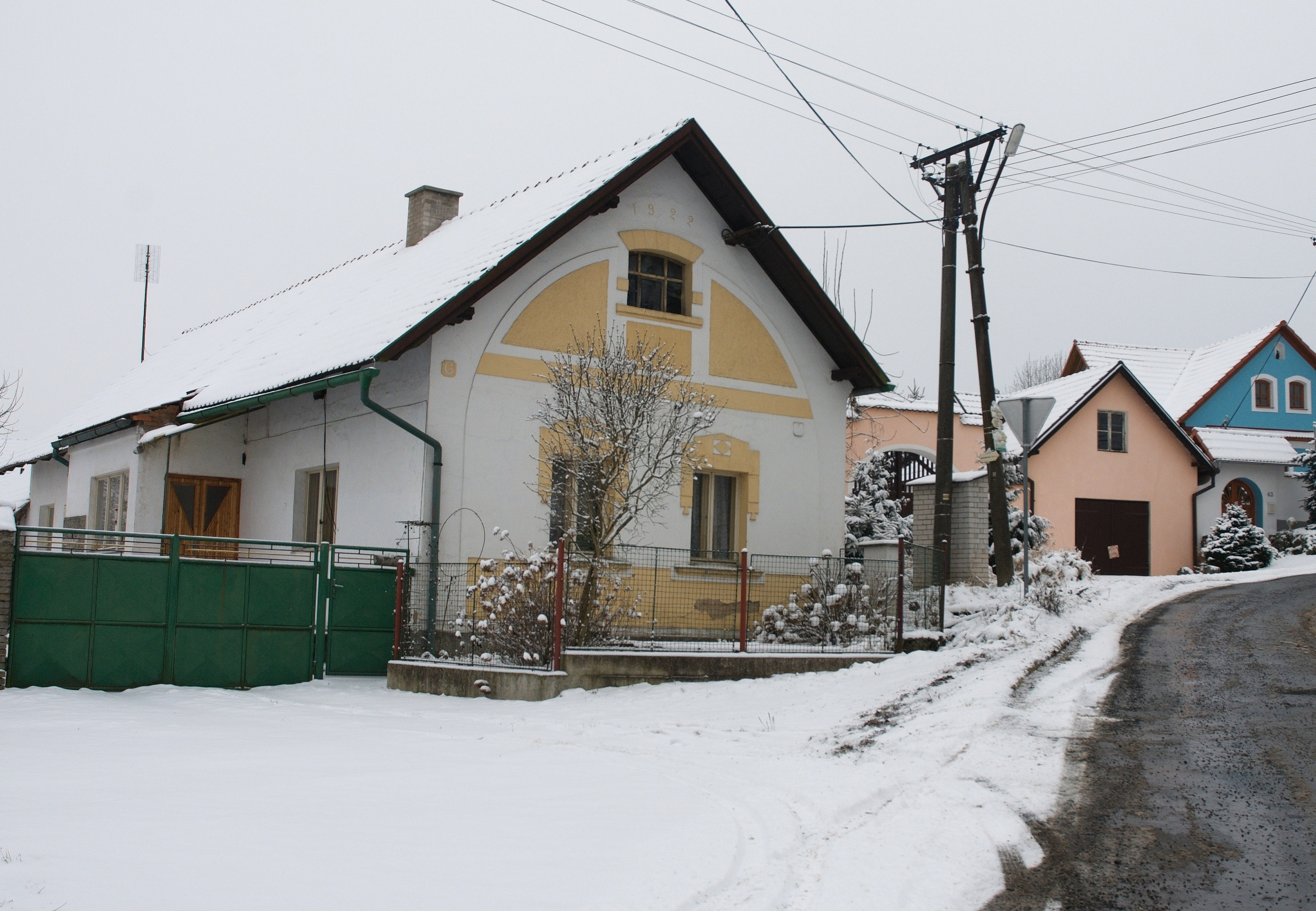
Stavení v Železném Újezdu